# Пергамський вівтар
52°31′16″ пн. ш. 13°23′49″ сх. д. / 52.521111111111° пн. ш. 13.396944444444° сх. д.
Перга́мський вівта́р (грец. Βωμός της Περγάμου) — присвячений Зевсові мармуровий вівтар з міста Пергама, на якому відтворено сцени з міфу про гігантомахію; одна з найвизначніших пам'яток елліністичної архітектури, збудована близько 180 року до н. е. Вважався чудом світу ще за античності. З 1930 року розташований у Берліні в Пергамському музеї, який спеціально збудували для того, щоб розмістити об'єкт у натуральну величину.

## Архітектура

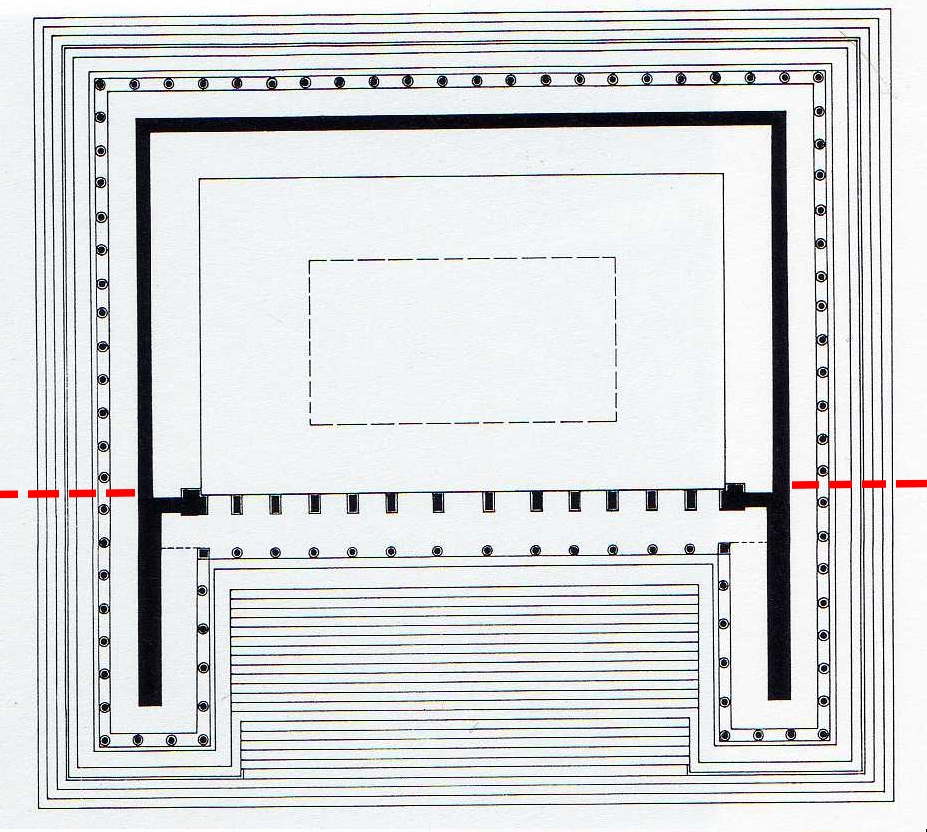
План вівтаря

Вівтар розташовувався посеред міста на просторій площі. Вхід був обернений на захід.
Високий монументальний подіум, піднятий на чотириступінчастий стереобат, майже квадратний в плані (36 на 34 м), складається з цоколя, широкого фриза з горельєфними зображеннями і сильно винесеного карниза. Фундамент складається з плит туфу, вкладених у формі сітки, що забезпечувало додатковий захист від землетрусів.
Широкі сходи, оточені п'єдесталами, ведуть до вивищеного подвір'я, на якому стояв власне вівтар, накритий балдахіном.
Зовні вівтар прикрашений по периметру фризом заввишки 2,7 м і завдовжки 113 м, зробленим з проконнеського мармуру. На східному боці фризу зображені Зевс з орлом, Гера, Лето, Геката, Аполлон, Астерій, Афродіта, Арес та герой Геракл. На південному боці — божества дня та ночі: Еос, Геліос, Селена. На заході — божества моря: Посейдон, Океан, Тритон, Тетія. На півночі — Арес, фати та фурії. Всі вони борються проти змієногих і крилатих гігантів: Клітія, Ефіальта, Порфіріона, Алкіонея, Ота та інших. Ця боротьба порядку та хаосу, цивілізації і варварства, розуму і грубої сили повинна була нагадувати нащадкам битву їхніх батьків з галатами, від якої колись залежала доля їх країни.
Всередині вівтаря містилися горельєфи, що зображають Телефа — легендарного засновника міста Пергама, сина Геракла. Вони зроблені з темнішого мармуру, привезеного з Лесбоса.
Колони з іонічними капітелями підтримують дах. На даху стояли статуї олімпійських богів. З них вціліли статуї Афіни, Посейдона та Аполлона.
Хоча немає жодних археологічних записів про фарбу на скульптурах, вся конструкція вівтаря Зевса напевне була пофарбована в яскраві кольори, як це звичайно для давньогрецької архітектури.

## Історія створення

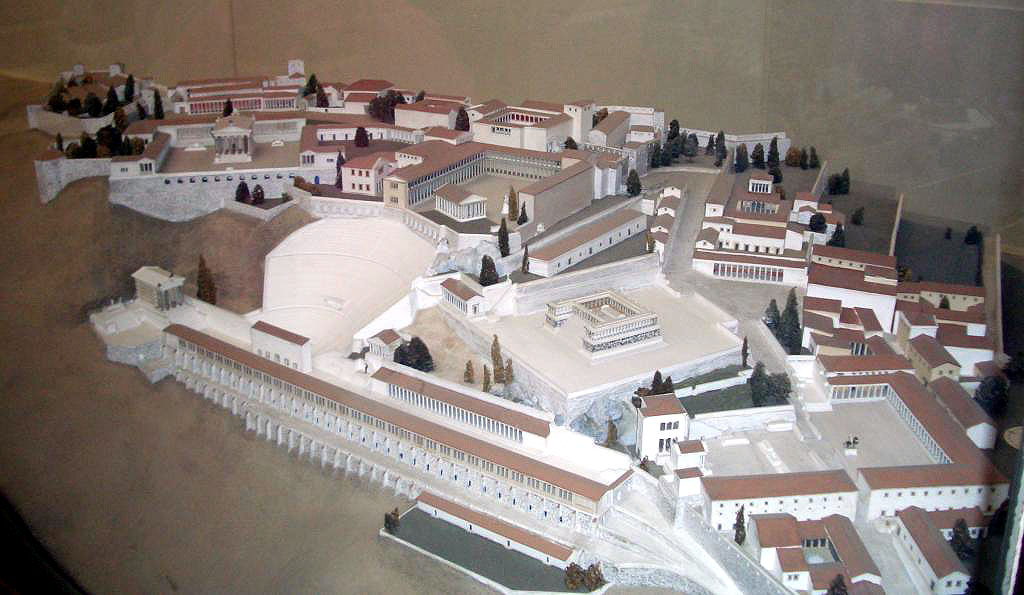
Модель пергамського акрополя з вівтарем Зевса

Пергамське царство, розташоване на північному заході Малої Азії (сучасна Туреччина), було засноване Філетером у 281 році до н. е. Він започаткував династію Атталідів, яка правила Пергамом з 281 по 133 рік до н. е., перетворивши місто на важливий культурний центр грецького мистецтва та науки. Оскільки Філетер був євнухом, він не мав дітей, а обрав наступником свого небожа Евмена, якого потім замінив Аттал I, що здобув велику перемогу над кельтськими галатськими племенами в 228 р. до н. е. За Аттала II і потім Евмена II розміри царства зросли, в ньому був цілком прийнятий еллінізм. У Пергамі спорудили акрополь, де стояло декілька храмів і друга за величиною бібліотека в класичному грецькому світі. Пізніше Пергамське царство уклало союз із Римом, що гарантувало йому територіальну цілісність. Династія Атталідів прагнула укріпити свою легітимність, показуючи, що її влада схвалюється як народом, так і богами.
Історики припускали, що вівтар був замовлений у 184 році до н. е. Евменом II після його перемоги над кельтським племенем толістоагів під проводом Ортіагона. Але сучасна археологічна думка оцінює час побудови вівтаря в 166—156 рр. до н. е., інтерпретуючи його як загальний пам'ятник серії тріумфів пергамців над македонцями, кельтами та Селевкідами. Всередині фундаменту вівтаря знайдено фрагмент грецької кераміки, датований 172 роком до н. е., звідки висновок, що будівлю, мабуть, звели пізніше. Вважається, що проєкт споруди в цілому створив Фіромах, останній з найвидатніших скульпторів Стародавньої Греції. Проте чи брав він участь у створенні фриза, невідомо.
Принаймні один античний історик, Луцій Ампелій, який жив у II ст., вважав вівтар Зевса в Пергамі одним із семи чудес стародавнього світу. Римська влада, однак, не погоджувалася; на її думку, жодна скульптура елліністичного періоду не могла зрівнятися з грецьким мистецтвом попереднього, класичного періоду.

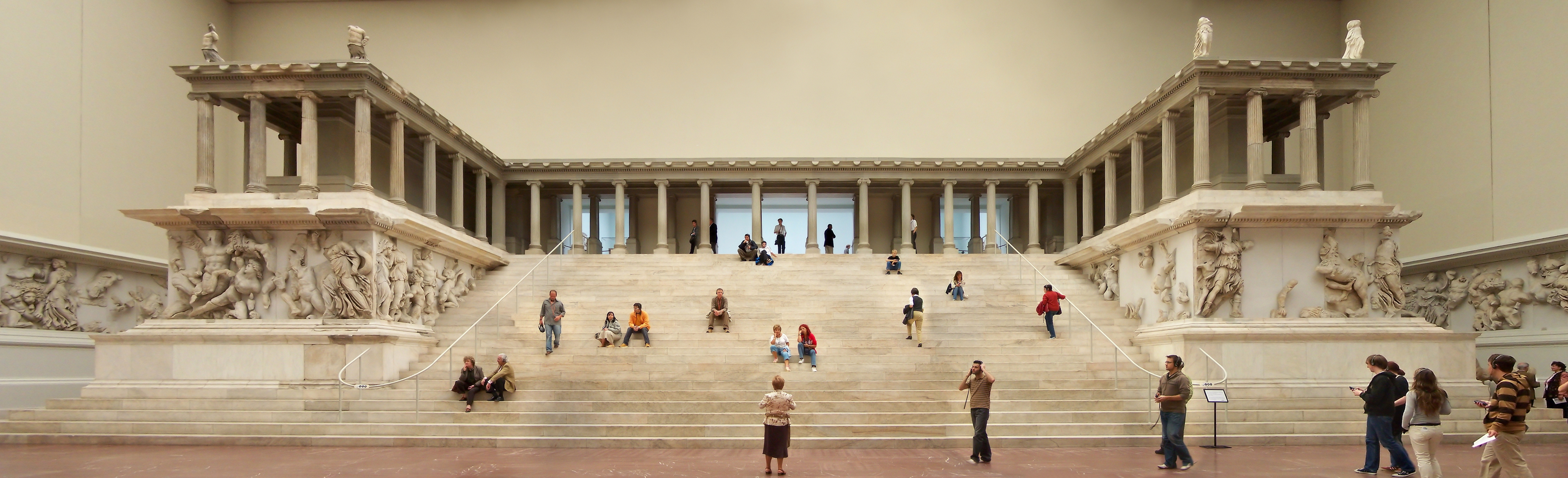
Пергамський вівтар, Пергамський музей, Берлін

## Занедбання та знахідка

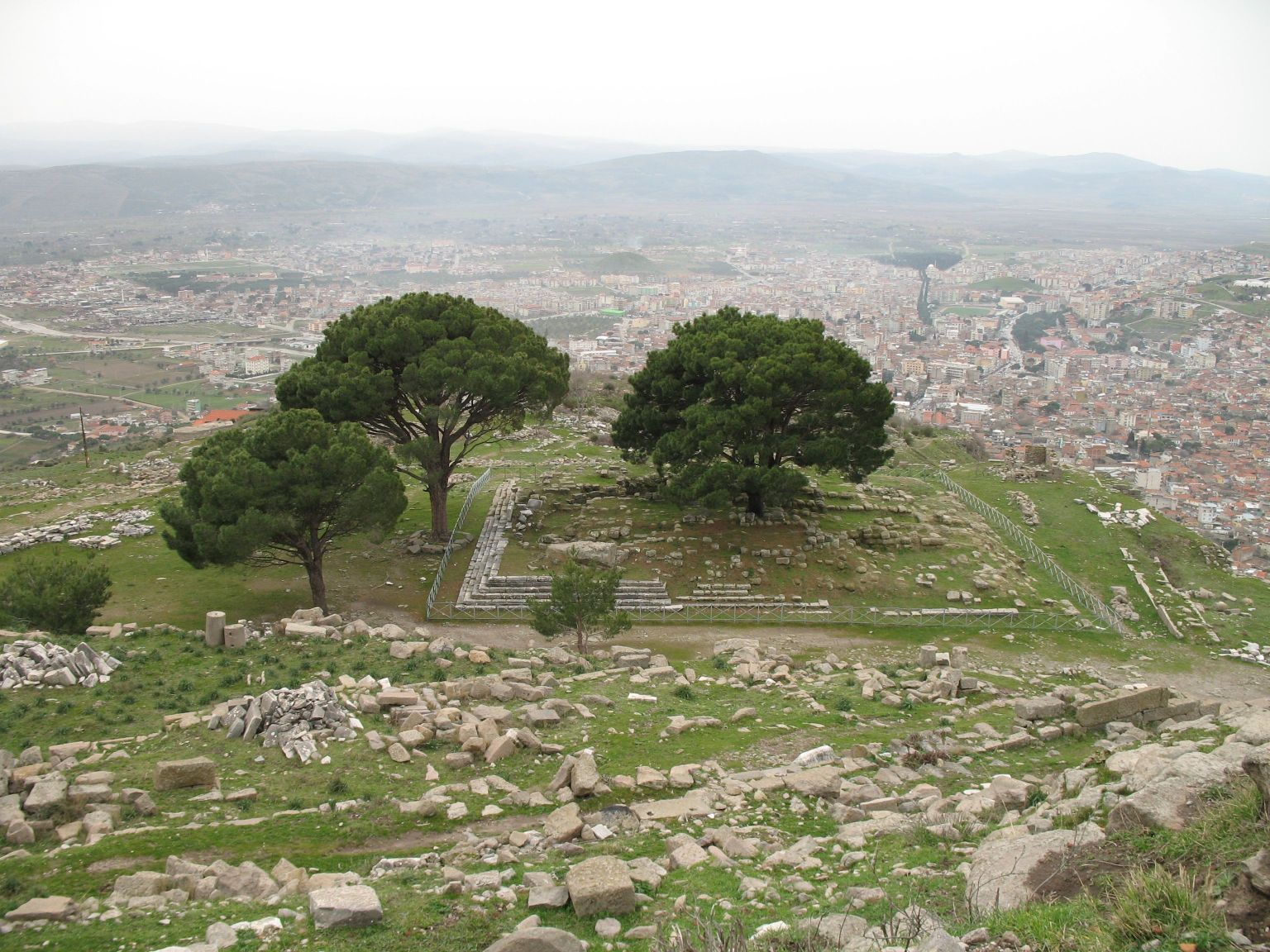
Місце колишнього розташування вівтаря, 2006 р.

Наприкінці VII ст. під час християнсько-арабського конфлікту акрополь Пергама, включаючи вівтар Зевса, був частково розібраний для спорудження укріплень. У 716 році місто було тимчасово захоплене арабами, а потім покинуте. Територію Пергама заново заселили в XII ст., пізніше місто зайняли турки. Протягом наступних восьми століть Пергамський вівтар відвідала низка європейських дослідників, колекціонерів мистецтва та мандрівників, поміж них: французький вчений-класик граф де Шуазель-Гуф'є, англійський архітектор Чарльз Кокерелл, німецький археолог Отто фон Штакельберг і німецький антиквар Отто Фрідріх фон Ріхтер.
Прусський інженер Карл Гуманн відвідав Пергам вперше в 1864 році, повертаючись кілька разів протягом наступних років. Він виступав за збереження давніх споруд акрополя, звідки місцеві жителі брали мармур для будівництва. Зрештою, після підтримки Ернста Курціуса, берлінського класика, та Олександра Конзе, директора берлінських колекцій скульптур, а також німецького уряду, який прагнув досягти культурного паритету з Британією, Гуманн розкопав Пергамський вівтар за згодою османської влади. Він виконав дві розкопки, в 1879 і 1904 роках. У результаті мармурові рельєфні панелі з Пергамського вівтаря разом із численними іншими фрагментами були відправлені до Берліна.
У Берліні італійські реставратори відновили мармуровий фриз із тисяч знайдених фрагментів. Після низки затримок, спричинених фізичним осіданням споруди, Першою світовою війною та депресією 1920-х років, у 1930 році було відкрито Пергамський музей за проєктом Альфреда Месселя. Пергамський вівтар є головною пам'яткою Берлінської колекції класичних старожитностей і експонується в Пергамському музеї та Старому музеї на Музейному острові в Берліні.

## Вплив
У нацистській Німеччині Вільгельм Крейс на основі Пергамського вівтаря розробляв проєкт Солдатського залу в штабі Верховного командування армії в Берліні (1937—1938) і пам'ятника воїнам біля підніжжя гори Олімп у Греції. Фризи Солдатської зали авторства Арно Брекера так і не були виконані. Посилання на Пергамський вівтар співзвучні з ідеологічними концепціями нацистів; вівтар спонукав до думки про готовність до самопожертви та героїчної смерті; а також повинен був справляти враження перемоги добра над злом.

## У сучасній культурі
Пергамський вівтар часто асоціюється з «троном сатани», згаданим у Об'явленні Івана Богослова:
|                      | А до ангела Церкви в Пергамі напиши: Ось що говорить той, хто має меч двосічний гострий: Знаю, де мешкаєш — там, де трон сатани, і держиш ім'я моє, і не зрікся віри моєї і в дні, у які Антипа — свідок мій вірний, був убитий у вас, де мешкає сатана. |
| — Об'явлення 2:12–13 | |

Існує хибне явлення, нібито мавзолей Леніна в Москві є копією Пергамського вівтаря, або що внутрішнє влаштування мавзолею було створене за зразком вівтаря Зевса. Насправді архітектура цих споруд, розміри та призначення дуже відрізняються.

## Галерея

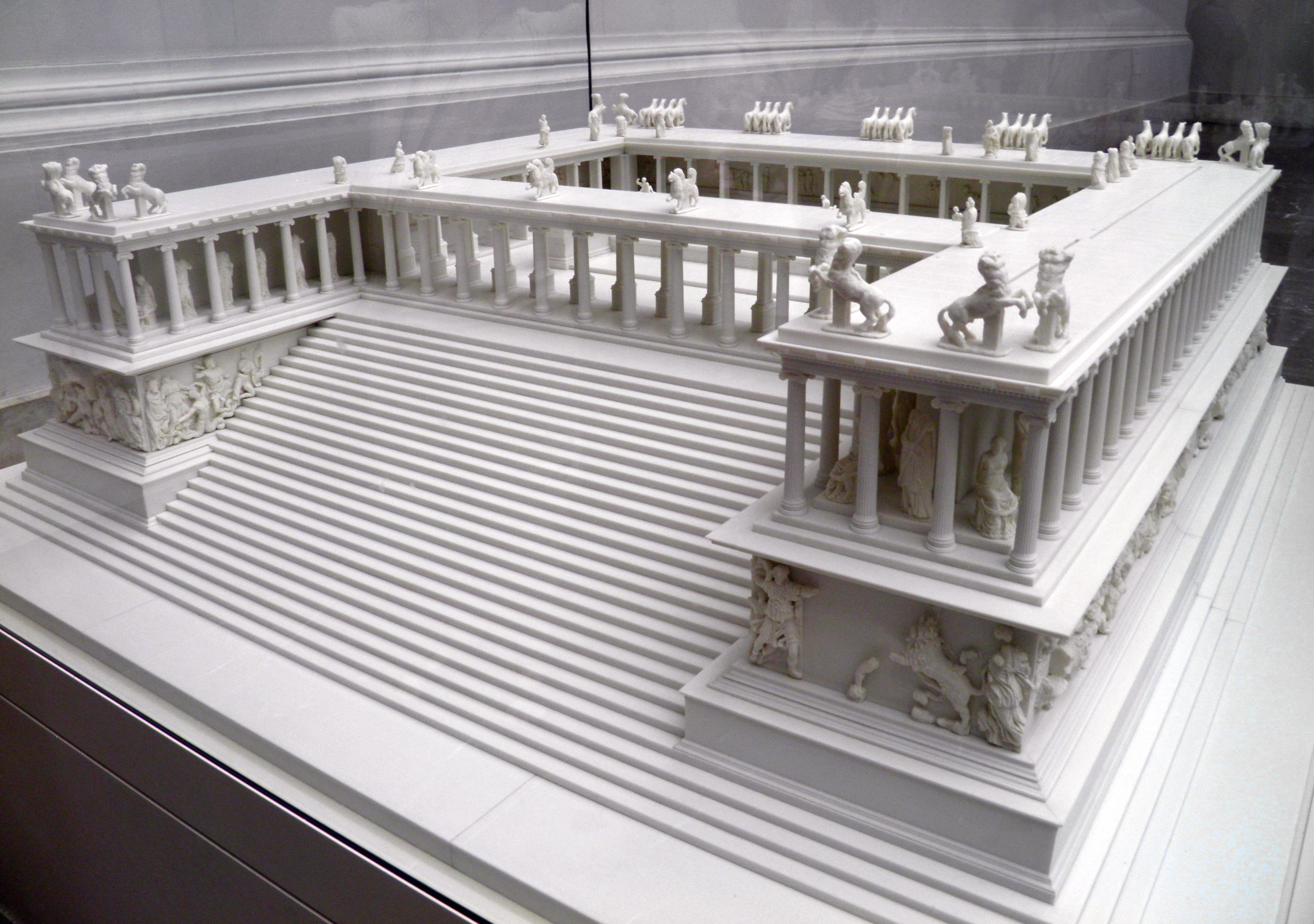
Модель первісного вигляду вівтаря
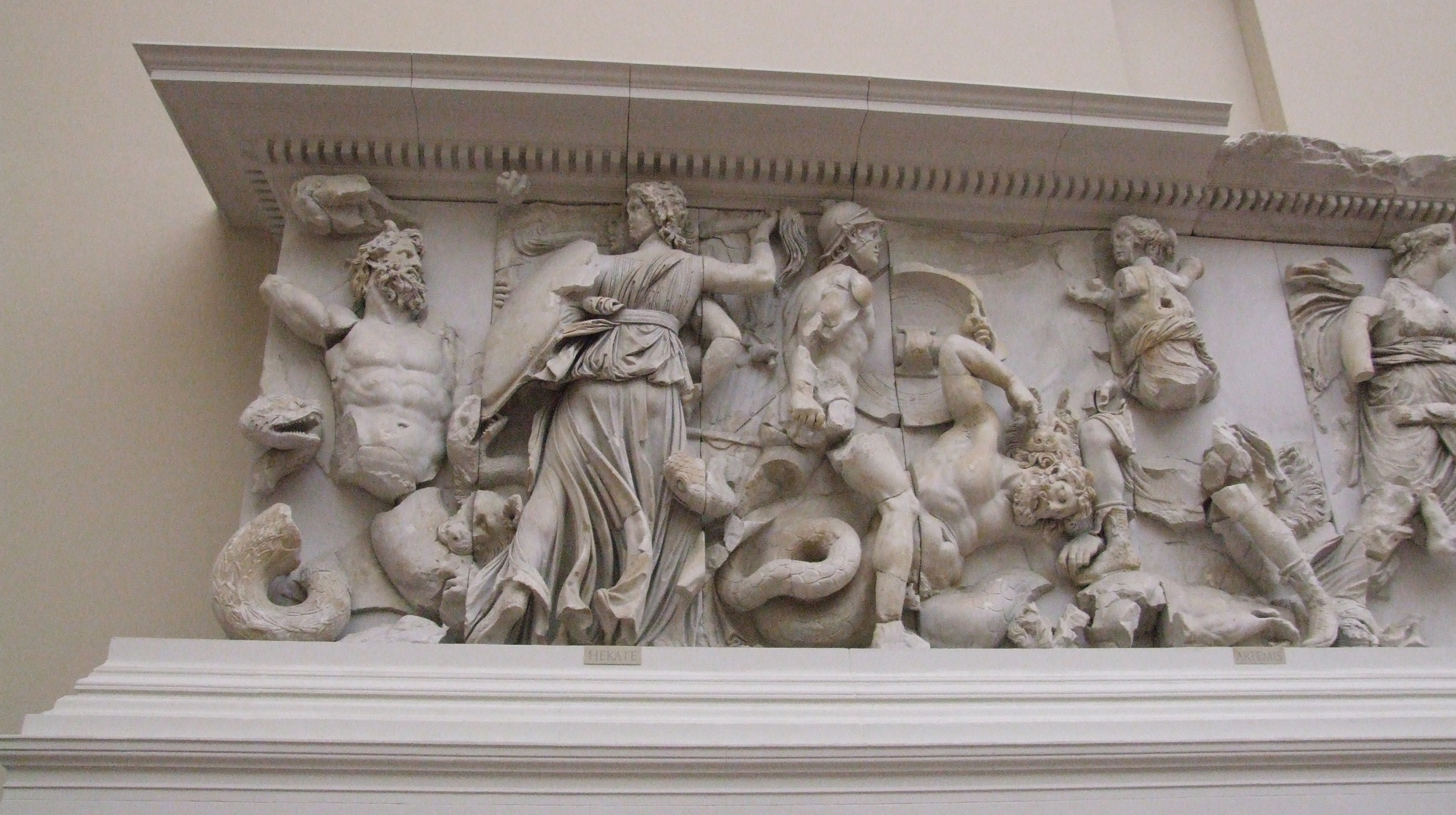
Геката проти Клітія ліворуч, Артеміда проти Ота праворуч
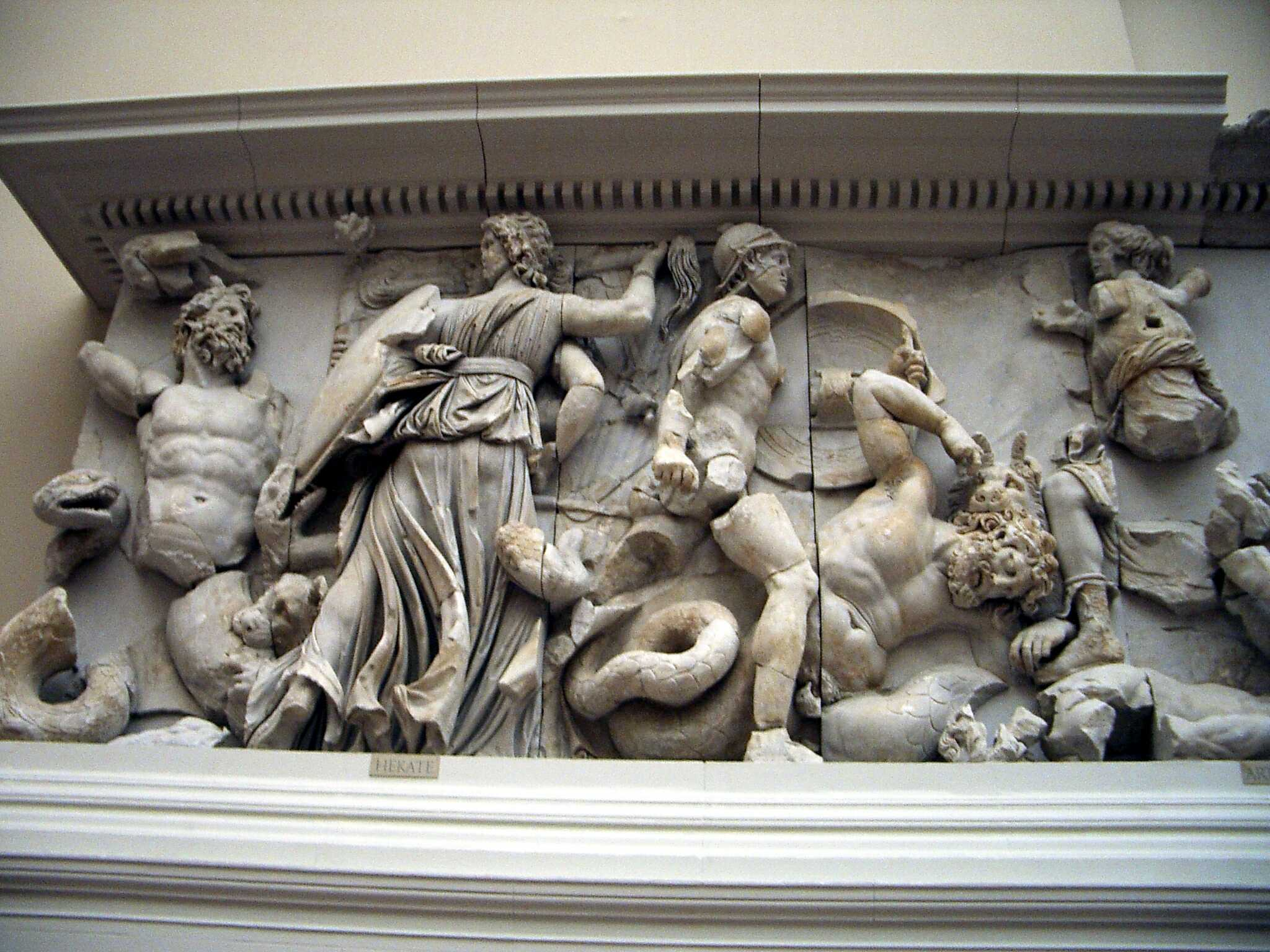
От і Артеміда
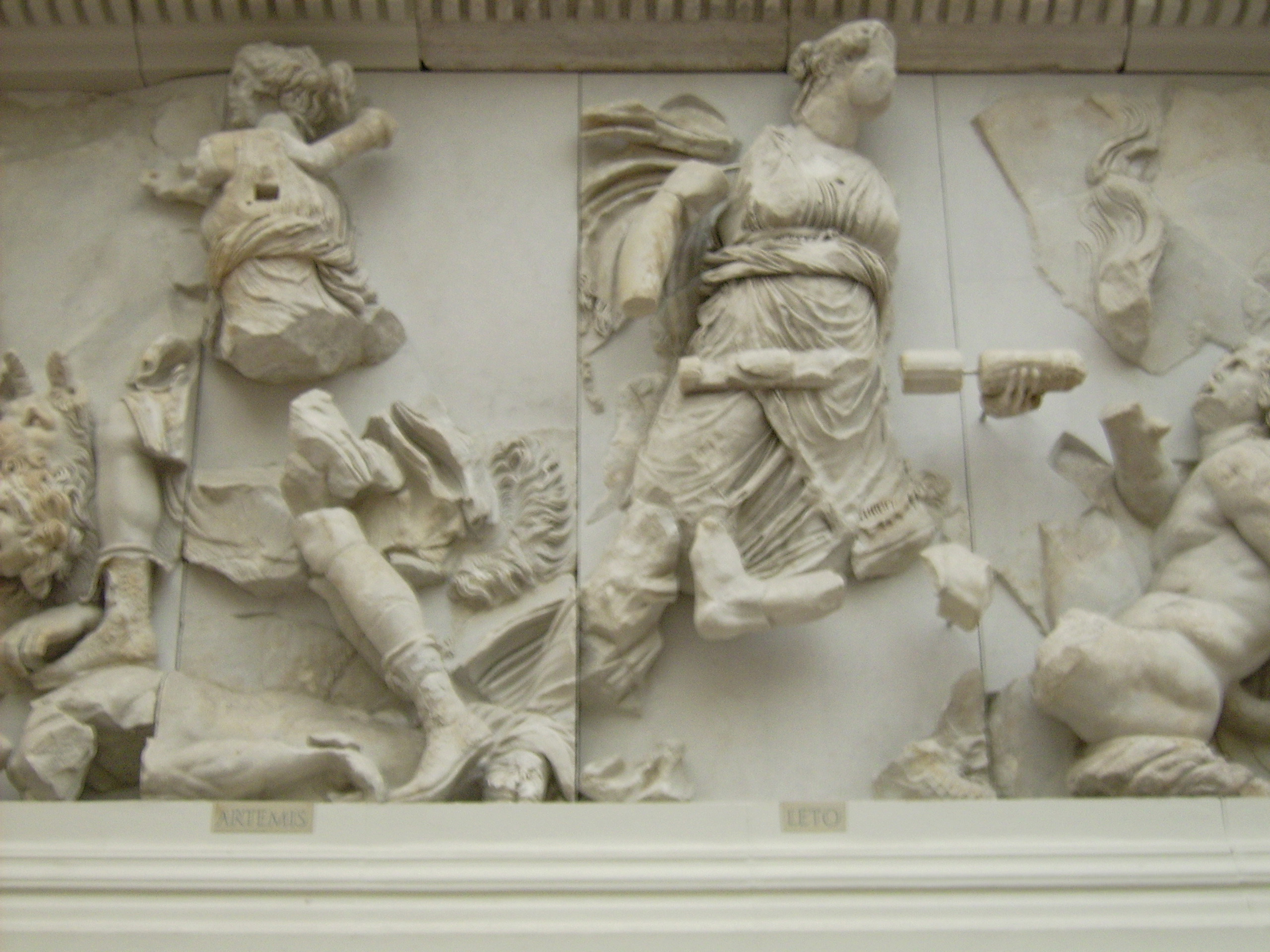
Фігура Лето (рештки)
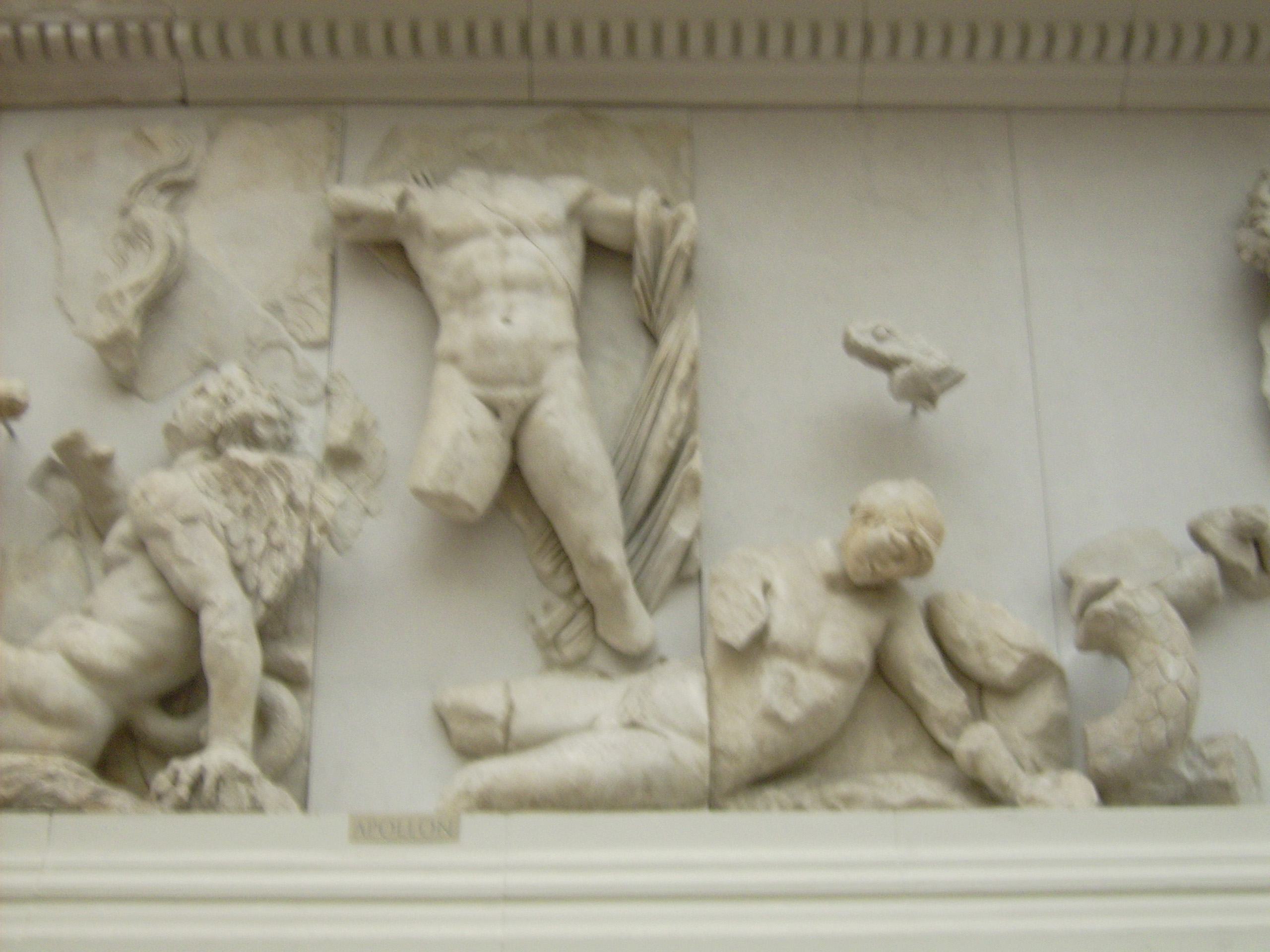
Аполлон і Ефіалтес
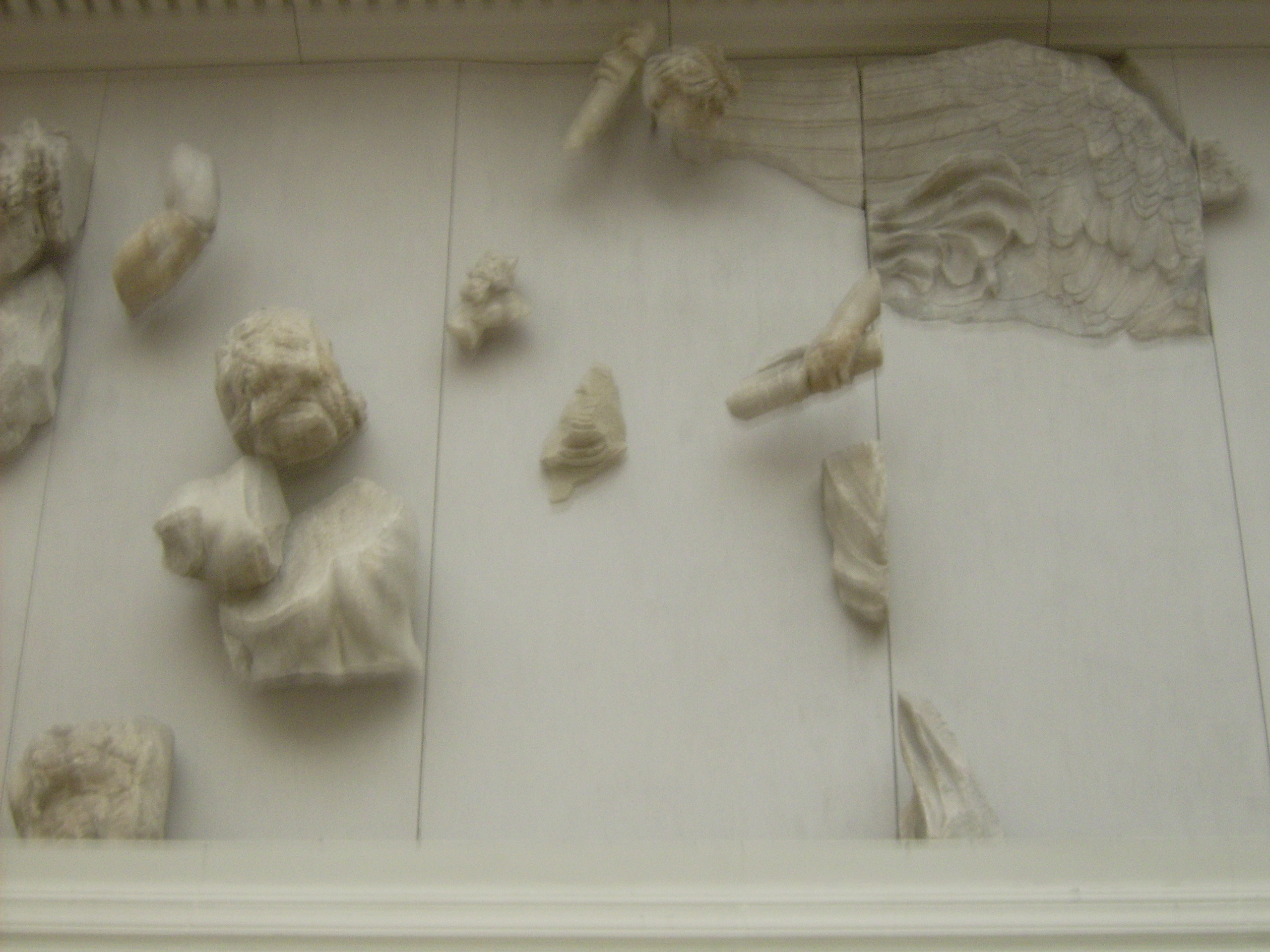
Імовірно місце Деметри
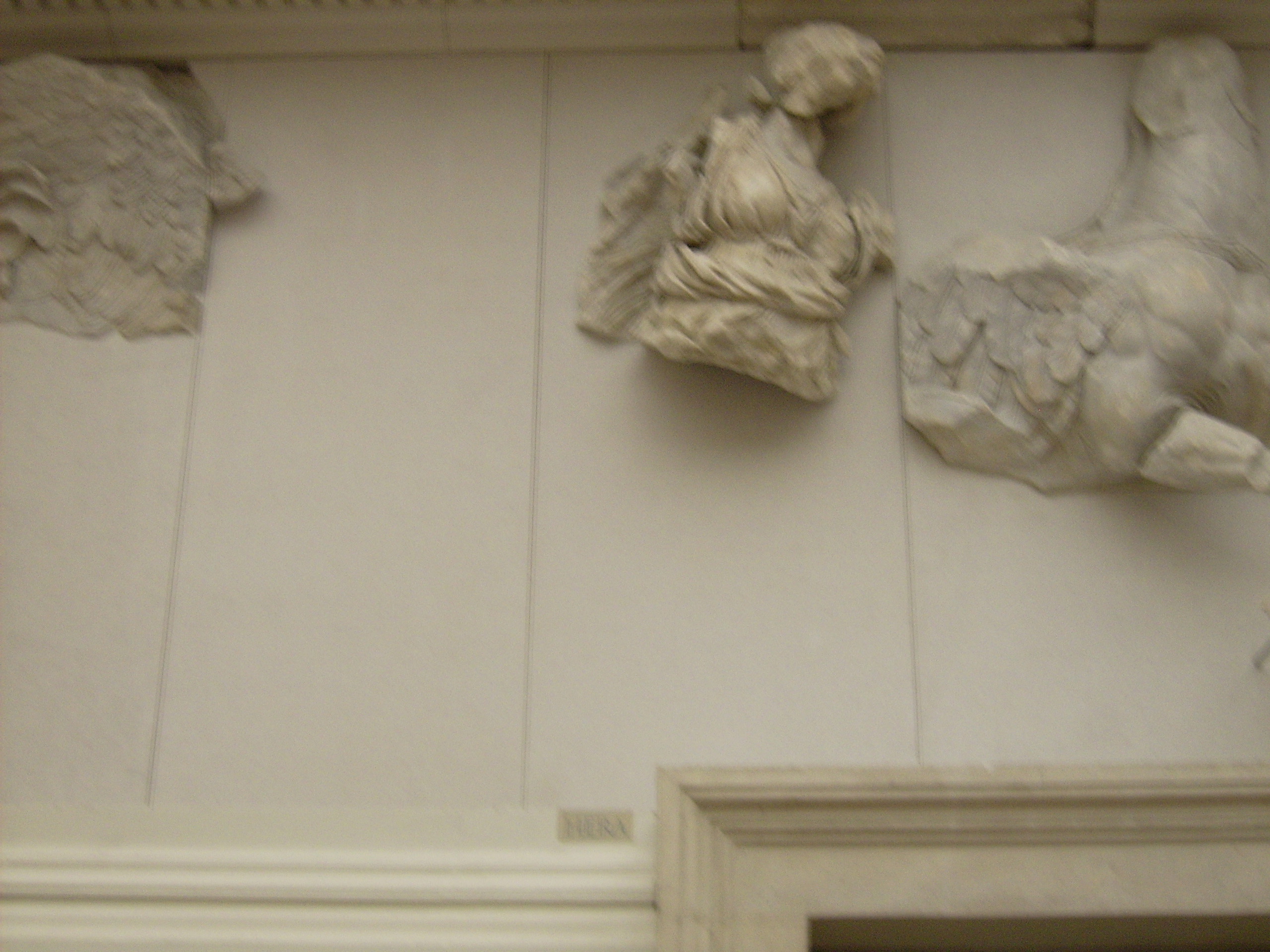
Богиня Гера
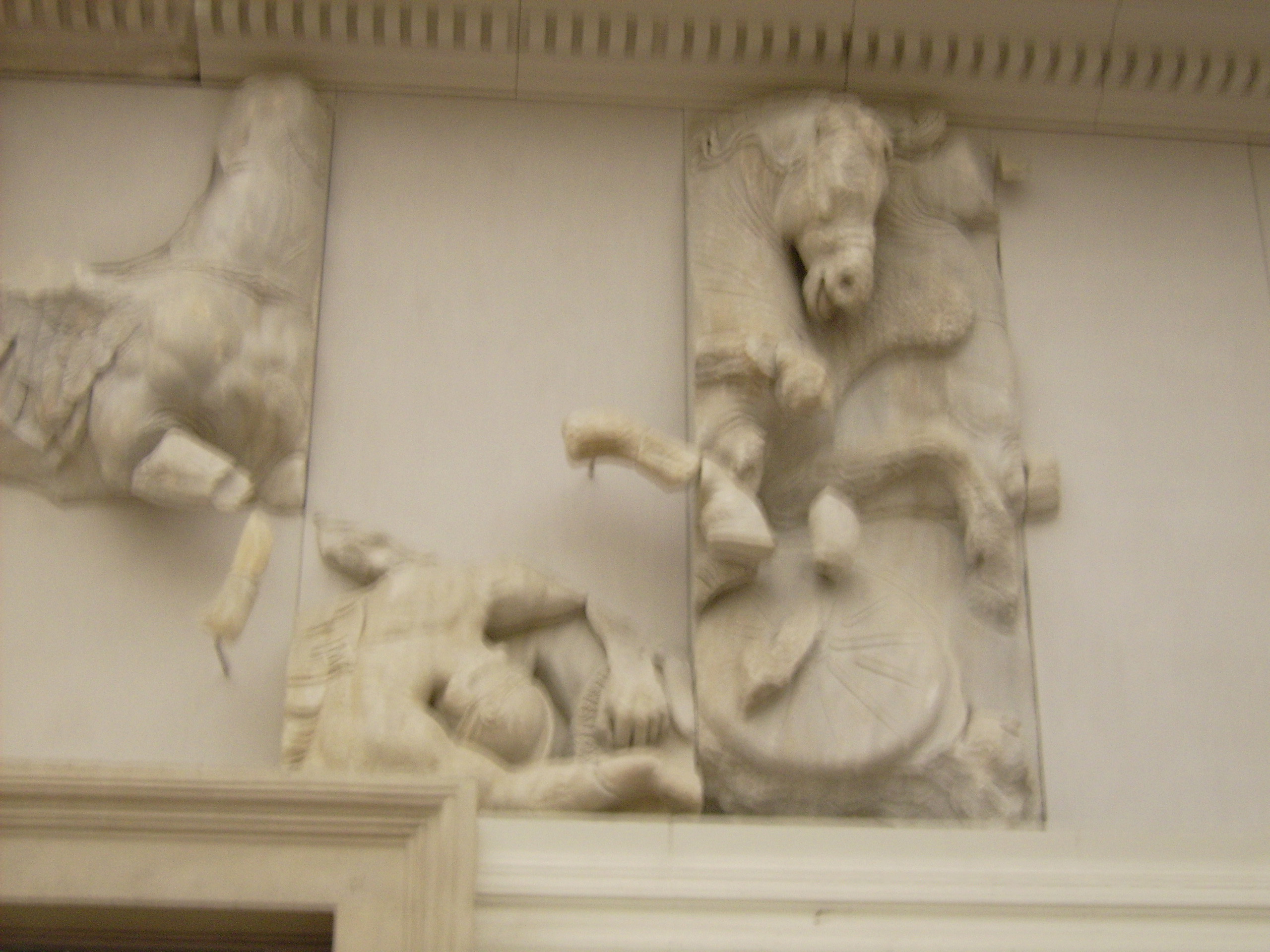
Чотири вітри
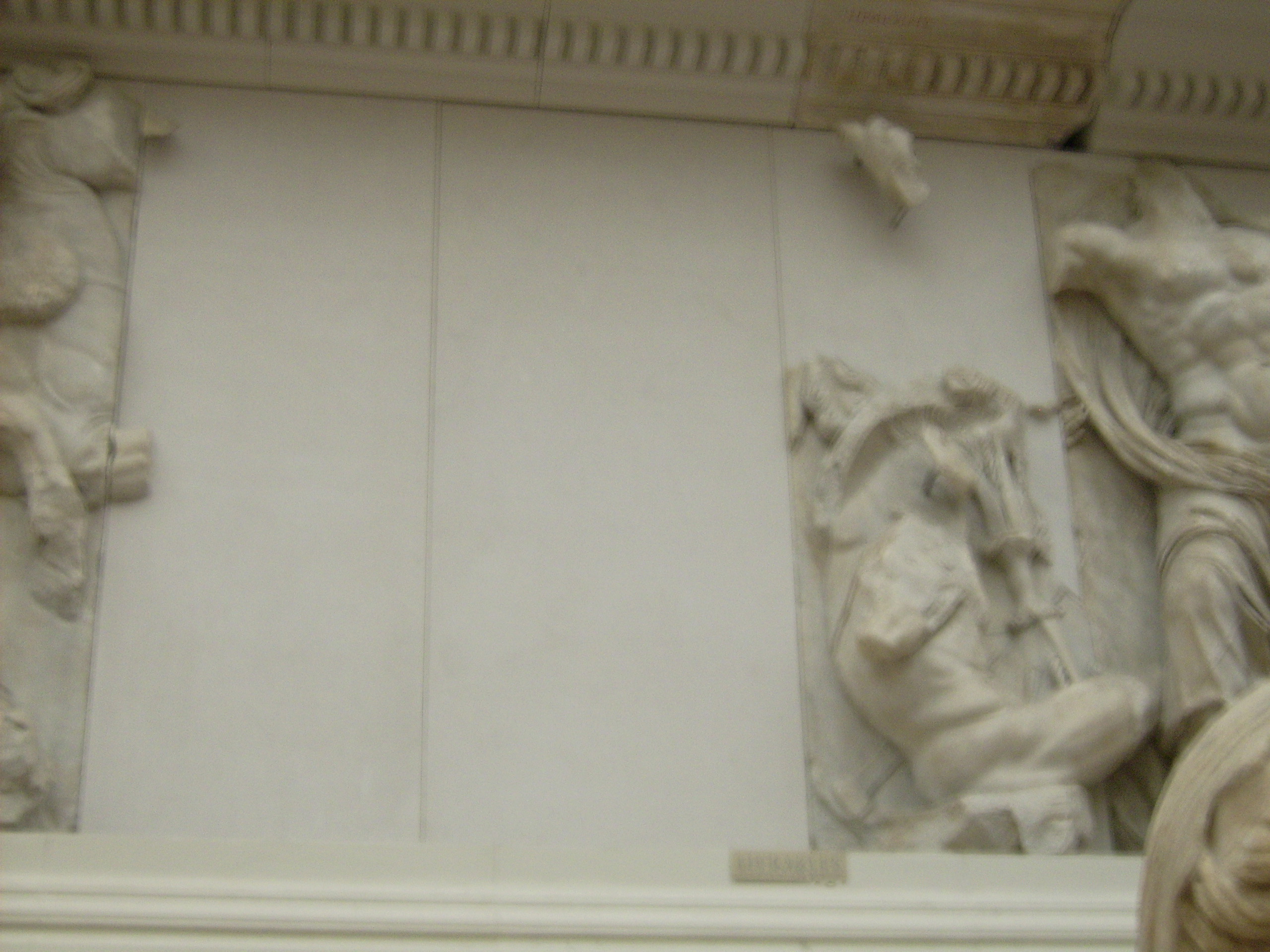
Імовірно місце Геркулеса
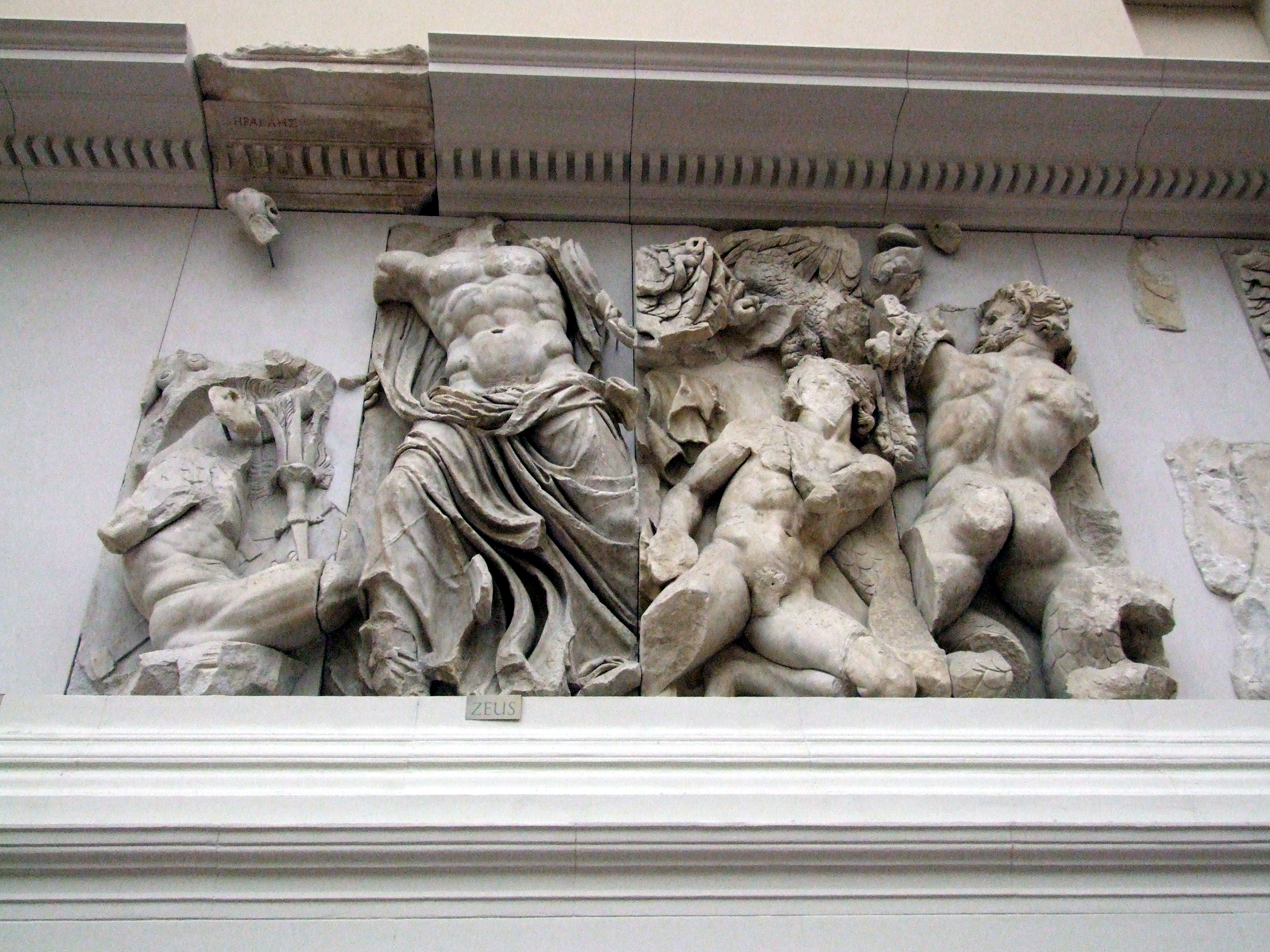
Зевс бореться проти Порфіріона
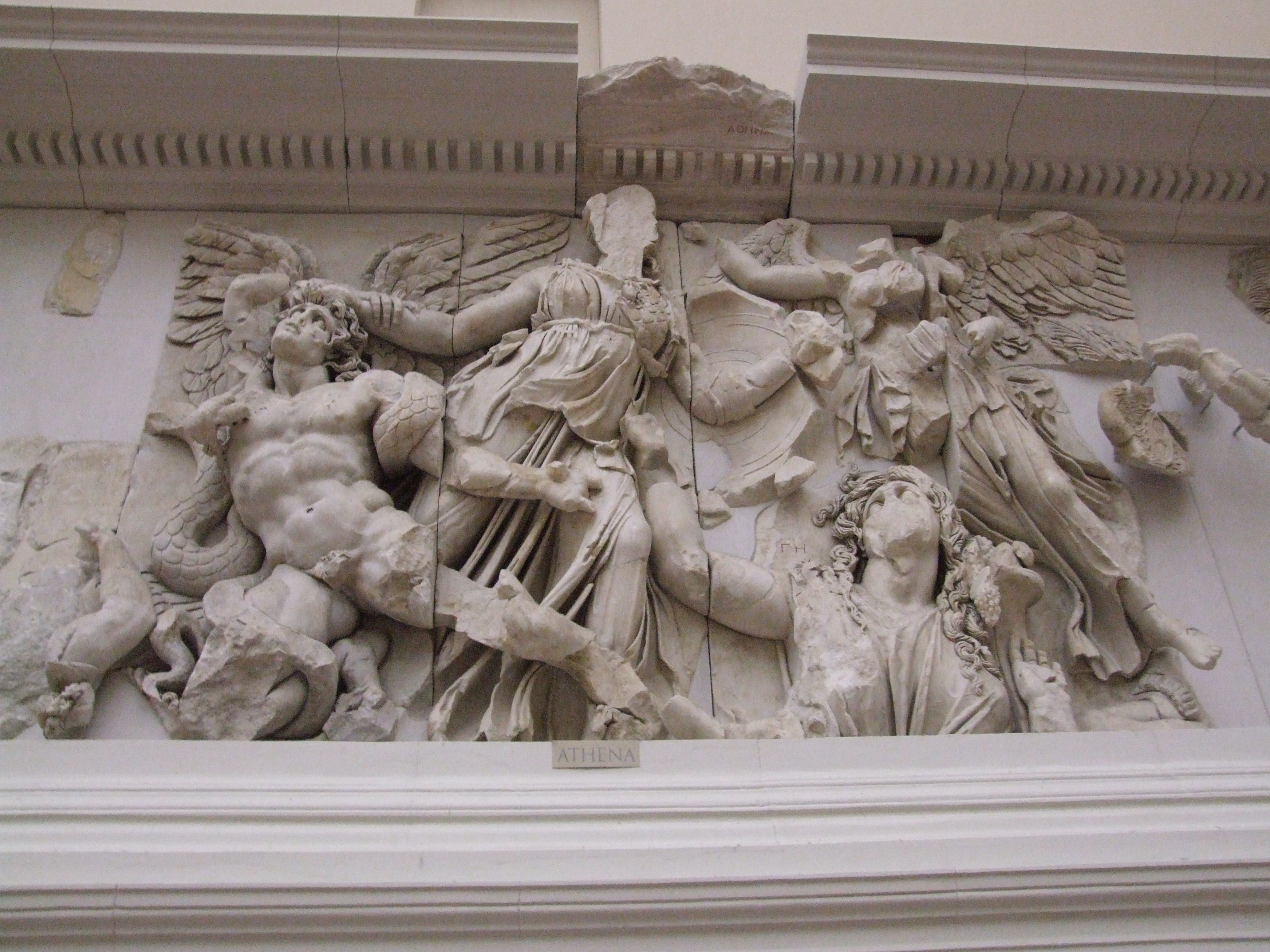
Афіна, крилата богиня Перемоги та Алкіоней
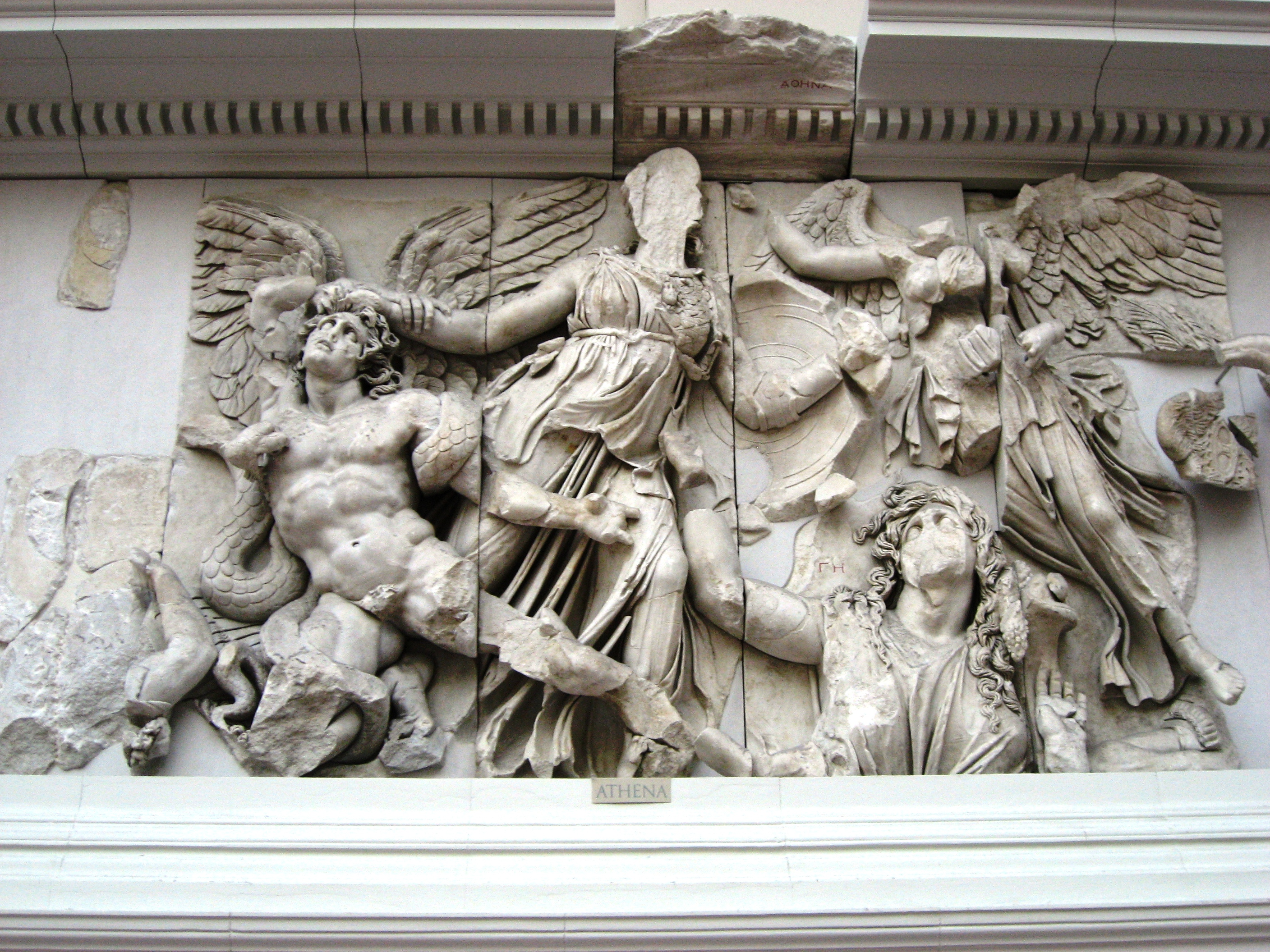
Гея з Афіною намагаються розборонити синів
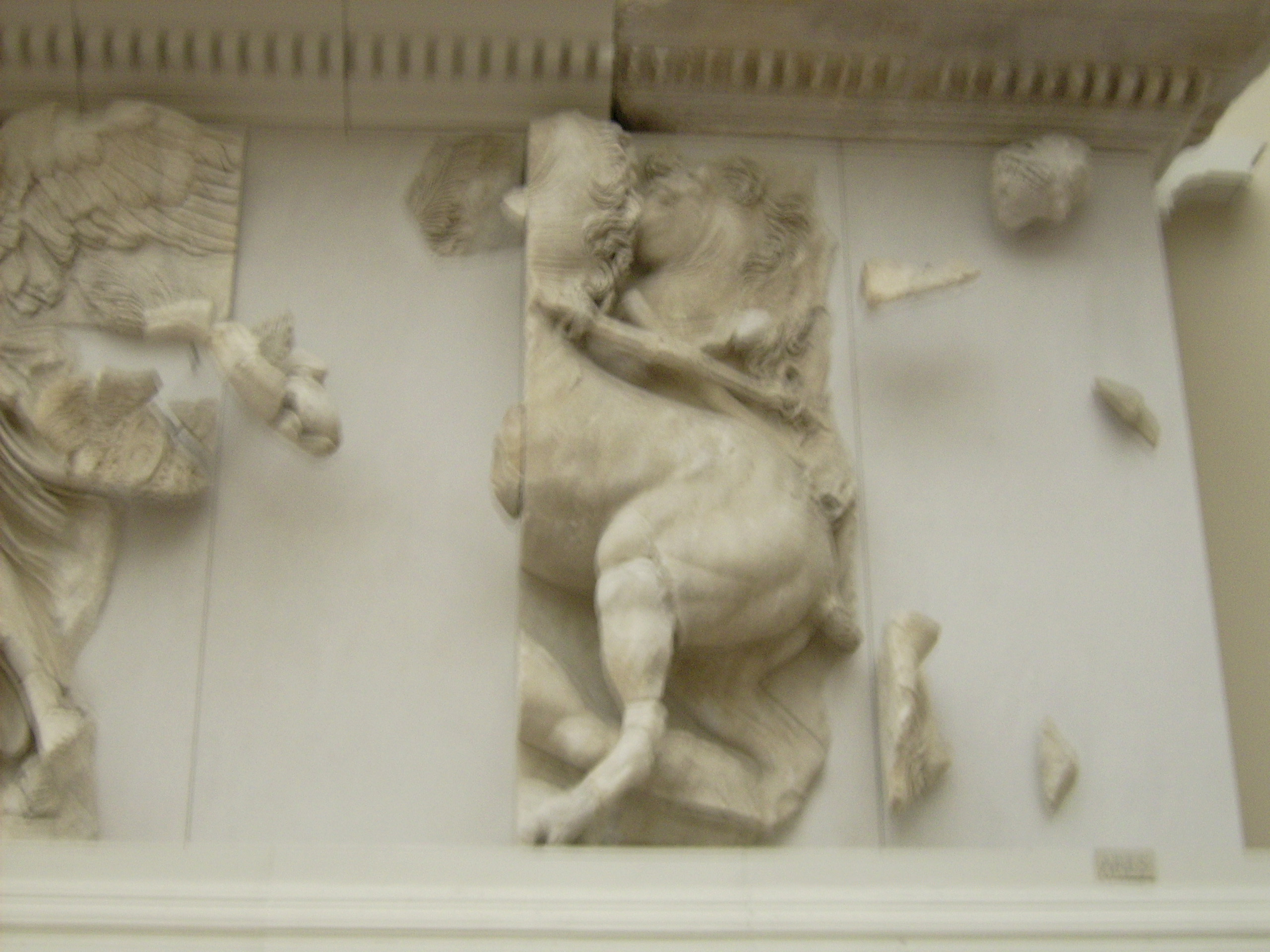
Арес йде на війну